# Campo di concentramento di Wöbbelin
Il campo di concentramento di Wöbbelin è stato un campo di concentramento dipendente dal campo di concentramento di Neuengamme, situato fra Wöbbelin e Ludwigslust, in ordine di tempo fu l'ultimo sottocampo di Neuengamme ad essere allestito e operò per sole 10 settimane, tra il 12 febbraio 1945 e il 2 maggio 1945. 

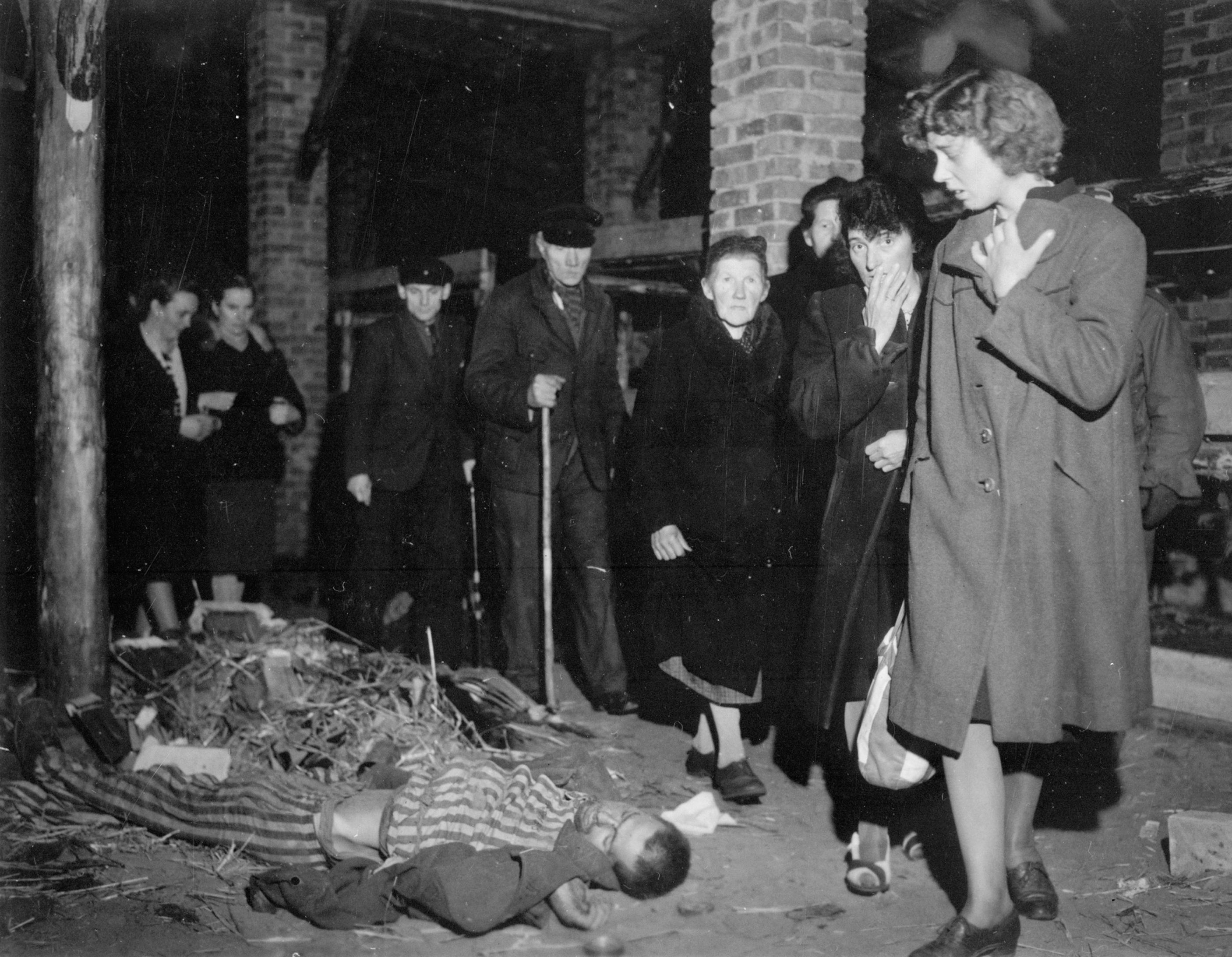
Cittadini di Ludwigslust visitano il 5 giugno 1945 il campo di concentramento, preso dall'82ª Divisione Aviotrasportata statunitense. Dei cadaveri dei detenuti uccisi dai nazisti, circa 300 furono esumati da una sola fossa comune del campo.

Già nel settembre del 1944 era stato costruito a circa 2 km a sud di Wöbbelin un piccolo campo di prigionia con edifici in legno, chiamato "Reiherhorst", destinato alla detenzione dei prigionieri di guerra statunitensi, il 12 febbraio del 1945 vi arrivò il primo convoglio di detenuti da Neuengamme che furono impiegati per ampliare il campo e costruire altri edifici, il campo venne rinominato "KZ Wöbbelin".
Con l'avanzare delle truppe alleate i campi vicini al fronte vennero progressivamente evacuati e Wöbbelin divenne un campo di raccolta, tra il 13 e il 26 aprile 1945 vi arrivarono svariati convogli di prigionieri, secondo i dati del medico del campo, a fine marzo i detenuti erano 648, i prigionieri arrivati dai diversi sottocampi di Neuengamme e Ravensbrück erano oltre 4.000. Il campo non era assolutamente attrezzato per così tante persone e le condizioni di vita divennero catastrofiche, nelle dieci settimane di funzionamento del campo morirono oltre 1.000 persone di stenti o per maltrattamenti.
Le razioni alimentari erano insufficienti, un chilo di pane al giorno per dieci persone e un mezzo litro di zuppa, nel campo vi era una sola pompa per l'acqua. 
Quando l'8ª Divisione di fanteria statunitense e l'82ª Divisione Aviotrasportata statunitense giunsero il 2 maggio 1945 nel campo organizzato dalle SS, trovarono circa 5.000 prigionieri ancora in vita, in penose condizione di carenza alimentare e in grave disidratazione, tanto che furono accertati alcuni episodi di cannibalismo sui corpi dei detenuti morti.

Oltre ai sopravvissuti, furono trovati circa un migliaio di cadaveri, sparsi in varie fosse comuni. In una di esse i cadaveri assommavano a circa 300.
I comandi dell'esercito statunitense decisero di far visitare ai cittadini della vicina Ludwigslust il campo di concentramento e di far loro provvedere a una più dignitosa sepoltura delle vittime.